# Pierre Hervé
Pour les articles homonymes, voir Hervé.
Ne doit pas être confondu avec Hervé Pierre.
Pierre Marie Hervé, né le 23 août 1913 à Lanmeur dans le Finistère et mort le 8 mars 1993 à Châtel-Censoir dans l'Yonne, est un résistant, journaliste, professeur de philosophie et homme politique français, membre du Parti communiste français.

## Biographie

### Jeunesse, formation et résistance
Pierre Hervé est issu d'une famille de paysans bretons. Il fait des études secondaires, puis, au début des années 1930, entre en classe préparatoire au lycée de Rennes où il est le condisciple de Paul Ricœur et de Pierre-Jakez Hélias. Il fait des études de philosophie et s'engage dans les mouvements étudiants communistes, où il côtoie notamment Jacques et Jean-Pierre Vernant, ainsi que Valentin Feldman. Membre de l'Union fédérale des étudiants (UFE), il devient, lors de sa première conférence constitutive, en avril 1939, secrétaire national de l'Union des étudiants communistes (UEC).
Mobilisé en 1939, il se marie le 9 mai 1940 avec Annie Noël. Aux avant-postes, il est blessé sur le front de l'Aisne, le 21 mai 1940. Hospitalisé à Brest, il est fait prisonnier par les Allemands qui ont investi Brest. Au cours du transport des prisonniers vers l'Allemagne, il s'évade et rejoint Paris.
Il est un des organisateurs de la manifestation des étudiants et des lycéens du 11 novembre 1940 place de l’Étoile. Il rejoint la Résistance dès 1941, d'abord en région parisienne, où il collabore avec Jacques Salomon  pour L'Université libre, feuille ronéotypée diffusée dans les lycées et à l'université.
Professeur de philosophie au lycée Marcelin-Berthelot où il a remplacé Georges Politzer, il entre dans la clandestinité. Arrêté le 11 juin 1941, il parvient à s'échapper de la prison de la Santé le 8 juillet avec vingt autres détenus grâce à l'aide de son épouse Annie Noël et de ses amis Jacques d'Andurain et Jean Blanchard. Le couple est recherché activement par la police. Il rejoint alors la zone libre et, à l'été 1942, il prend contact avec Lucie Aubrac.
Aux côtés d'Emmanuel d'Astier de la Vigerie, de Lucie Aubrac et de Pascal Copeau, il devient le chef du mouvement Libération-Sud pour la région lyonnaise. De novembre 1942 à avril 1943, il dirige des opérations de résistance à Toulouse puis revient à Lyon, où il devient secrétaire général des Mouvements unis de la Résistance, futur Mouvement de libération nationale. Il collabore également au journal Libération, dirigé par Emmanuel d'Astier de La Vigerie et en devient directeur-adjoint à partir de l'été 1944. Sous les noms d'« Arnaud » et de « Monnier », il entre au Conseil national de la Résistance comme suppléant de Pascal Copeau. En 1943, il est l'auteur du « rapport Chardon » (un de ses pseudonymes) au CNR, qui préconise la fusion de tous les mouvements de la Résistance.

### Député puis journaliste communiste
Désigné comme représentant du MLN à l'Assemblée consultative provisoire, puis tête de la liste départementale communiste, il est élu député du Finistère, le 21 octobre 1945, à la première Assemblée nationale constituante. Il est réélu le 2 juin 1946 pour la seconde Assemblée Constituante. Avec le soutien de Marcel Cachin, il présente notamment un projet de loi instaurant l'enseignement bilingue (dont le breton) dans les écoles publiques, qui est adopté par l'Assemblée nationale mais rejeté par le Sénat.
Il est réélu aux législatives du 10 novembre 1946 tout en étant journaliste à Libération et éditorialiste à l'hebdomadaire Action, puis à L'Humanité. En décembre 1946, il devient  directeur adjoint de L'Humanité. Le 15 juin 1948, il démissionne de son mandat de député pour se consacrer au journalisme et devient rédacteur en chef d'Action. Fin 1952, cet hebdomadaire est supprimé.
Au moment du complot des blouses blanches, il publie entre le 27 janvier et le 1er février 1953, dans le quotidien communiste Ce soir, dirigé alors par Pierre Daix, une série de six articles intitulée « Les assassins en blouse blanche ». Hervé y reprend sans nuance la version stalinienne de la conspiration du Joint, décrit comme instrument de « la grande finance juive » qui a « commandité Hitler » et qui a transformé la Diaspora juive en arme de guerre froide au service du département d’État de Washington. Il n'oublie pas, selon la ligne du parti, d'y mêler la dénonciation des cosmopolites « dégénérés » et des « sionistes-trotskystes, ». Un peu plus tard, après la mort de Staline et la réhabilitation des inculpés, il reconnaît ses erreurs et dénonce le procès des médecins comme l'une des injustices du stalinisme.
Las des guérillas contre lui au sein du parti, sa collaboration à L'Humanité diminue. Il publie en 1956 La Révolution et les fétiches dans lequel il aspire à ce que le Parti « sorte d’une scolastique fétichiste et revienne à un esprit authentique et s'ouvre à l'immense aspiration des hommes. » Il est alors exclu du PCF quelques jours avant le XXe congrès du Parti communiste de l'Union soviétique.

### Du socialisme au gaullisme
Il participe avec Auguste Lecœur au journal La Nation socialiste et crée une revue mensuelle, La Nouvelle Réforme, dont ne paraissent que trois numéros. Il se rapproche alors de la SFIO, à laquelle il adhère en 1958. Mais, séduit par l'action du général de Gaulle, il s'éloigne de la SFIO en 1963 et collabore alors à Notre République, organe de l'Union démocratique du travail (gaulliste de gauche).
Il se consacre alors à son métier de professeur de philosophie. De 1963 à 1973, il enseigne au lycée François-Villon, à Paris, où il a entre autres élèves André Comte-Sponville. Il prend sa retraite de professeur en 1973 dans le village de Châtel-Censoir, dans l'Yonne, où il meurt le 8 mars 1993. À ses obsèques, il est honoré par de nombreux participants, dont Edgar Morin, qui publie ensuite un article élogieux, « Le chêne foudroyé ».
Pierre Hervé fut un polémiste très prolifique, au talent reconnu. Ses échanges, par journaux interposés, avec Jean-Paul Sartre, et François Mauriac (qu'il traitait de « vieille corneille élégiaque ») furent largement commentés dans toute la presse nationale.

## Décorations
- Chevalier de la Légion d'honneur
- Croix de guerre 1939–1945
- Médaille de la Résistance française avec rosette
- Officier de l'ordre des Palmes académiques

## Ouvrages publiés

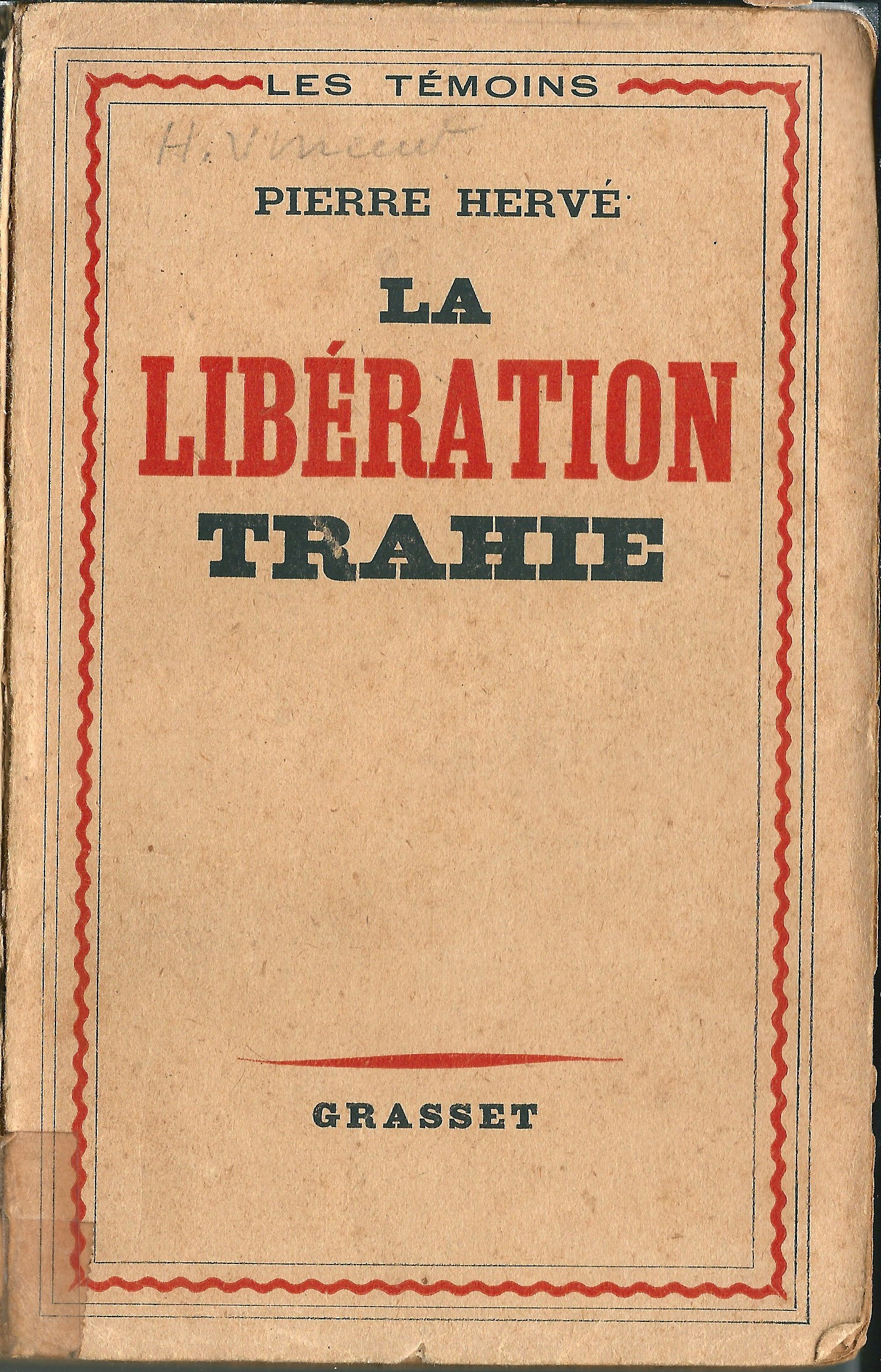
Couverture de La Libération trahie.

- La Libération trahie, Grasset, 1945
- Individu et Marxisme, 1948 (essai contre l'individualisme)
- La Révolution et les fétiches, 1956
- Lettre à Sartre et à quelques autres par la même occasion, 1956
- Dieu et César sont-ils communistes ?, 1957
- Ce que je crois, 1958